# 塩山市
塩山市（えんざんし）は、かつて山梨県北東部に位置していた市。現在は甲州市に含まれる。
「塩山」は市域南西部に位置する「塩の山（しおのやま）」に由来し、古代から「さしでの磯」（山梨市）とともに歌枕として知られる。

## 地理
市域は南北に長く、国道411号が南北に貫く。市南部は笛吹川・重川（富士川水系）の流域であるが、国道411号の柳沢峠より北は、多摩川の流域である。市街地は市の南部にあり、鉄道駅や市役所もここに集中している。

### 隣接している自治体
- 西 - 山梨市
- 南 - 東山梨郡勝沼町、大和村
- 東 - 大月市、北都留郡小菅村、丹波山村
- 北 - 埼玉県秩父市

## 歴史

### 先史・古代
市域には山間部を中心に縄文時代の考古遺跡が分布しており、縄文前期末の獅子之前遺跡をはじめ、縄文中期の集落遺跡では下粟生野の安道寺遺跡や中萩原の重郎原遺跡、上萩原の殿林遺跡などがあり、殿林遺跡から出土した深鉢形土器は美術的にも優れた逸品として重要文化財にも指定されている。
弥生時代・古墳時代には集落の分布は山間部から扇状地域へと移行し、弥生末から古墳時代初期の西田遺跡には集落跡のほか方形周溝墓群も検出されている。甲府盆地における古墳の築造は古墳前期に盆地南部の曽根丘陵地域において展開され、古墳後期には盆地各地へ古墳の築造が拡散しているが、東郡地域は弥生時代以来の方形周溝墓の築造が引き続いた地域で、市域にも明確な古墳は見られない。
古代の律令制下では山梨郡に属し、市域の大半は山梨東郡に比定されている。平安時代の集落跡は山間部や重川右岸の扇状地域を中心に分布し、大木戸遺跡などが知られる。東郡地域は古代甲斐国において在庁官人として勢力を持った古代豪族三枝氏の勢力基盤で、市域の神社などにも三枝氏に関係する伝承が残されている。

### 中世
平安時代後期には甲府盆地各地で荘園が立荘されるが。市域では牧荘が藤木・小屋敷から旧牧丘町域に及ぶ地域に立荘され、平安後期には甲斐源氏の一族・安田義定が牧荘を本拠とし、藤木に放光寺を建立している。義定ら甲斐源氏の一族は治承・寿永の乱において活躍するが、源頼朝の粛清により安田氏は没落する。その後、古代豪族・三枝氏の系譜を引く於曾氏が勢力を持つ。
市域には古寺が多く、鎌倉時代後期の元徳2年（1330年）には牧荘主・二階堂貞藤が鎌倉から夢窓疎石を招いて恵林寺を建立した。恵林寺は多くの禅僧が入山し、甲斐国における臨済禅の中心地となった。また、康暦2年（1380年）に武田氏の寺領寄進で抜隊得勝（ばっすいとくしょう）が建立した向獄寺もあり、古刹が集中している。
北部には武田晴信によって開発された黒川金山があり、武田家滅亡まで財政を支えるとともに江戸幕府成立までの徳川家の財政も支えた。（現在は廃坑）

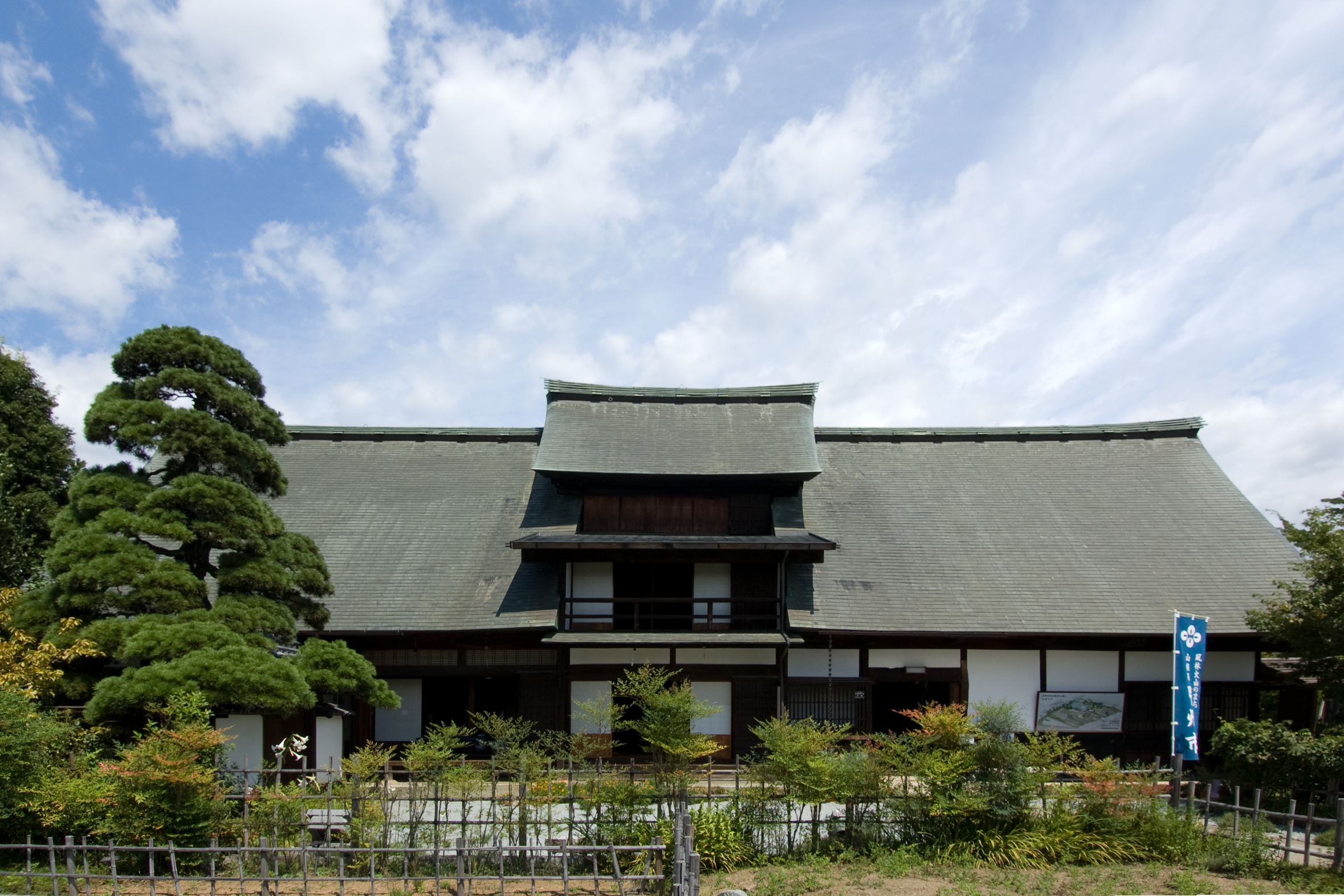
甘草屋敷

### 近世
近世には山梨郡栗原筋に属する。25か村前後の諸村があり、江戸初期には幕府直轄領、伊丹氏の徳美藩領や旗本領に属した諸村もある。宝永2年（1705年）には全村が甲府藩領となり、柳沢藩主家時代に分知された甲府新田藩に属する諸村もある。享保9年（1724年）には甲斐一国が幕府直轄領となり、市域の全村が石和代官支配となる。また、御三卿領のうち田安家領や清水家領に属した諸村や、甲府代官支配に移行した諸村もある。
生業は市域の地理的特徴から北部諸村は畑作が中心、南部諸村は稲作が中心となったほか、東郡地域で盛んであった養蚕や甲州煙草のひとつである萩原煙草の栽培、柿など果樹栽培も行われた。また萩原山の入会地での山稼ぎが行われ、黒川金山での採掘は近世初頭まで行われた。
市域には江戸時代に整備された甲州街道が通るほか、青梅往還や秩父往還など武蔵国へ通じる街道が通り、口留番所が置かれたほか、助郷を務める村々もあった。また、江戸時代の甲斐国では大規模な一揆も発生しているが、寛政4年（1792年）の太枡騒動では市域の諸村でも参加者がおり、天保7年の天保騒動では一揆勢が押し寄せて打ちこわし被害を受けた。

### 近現代

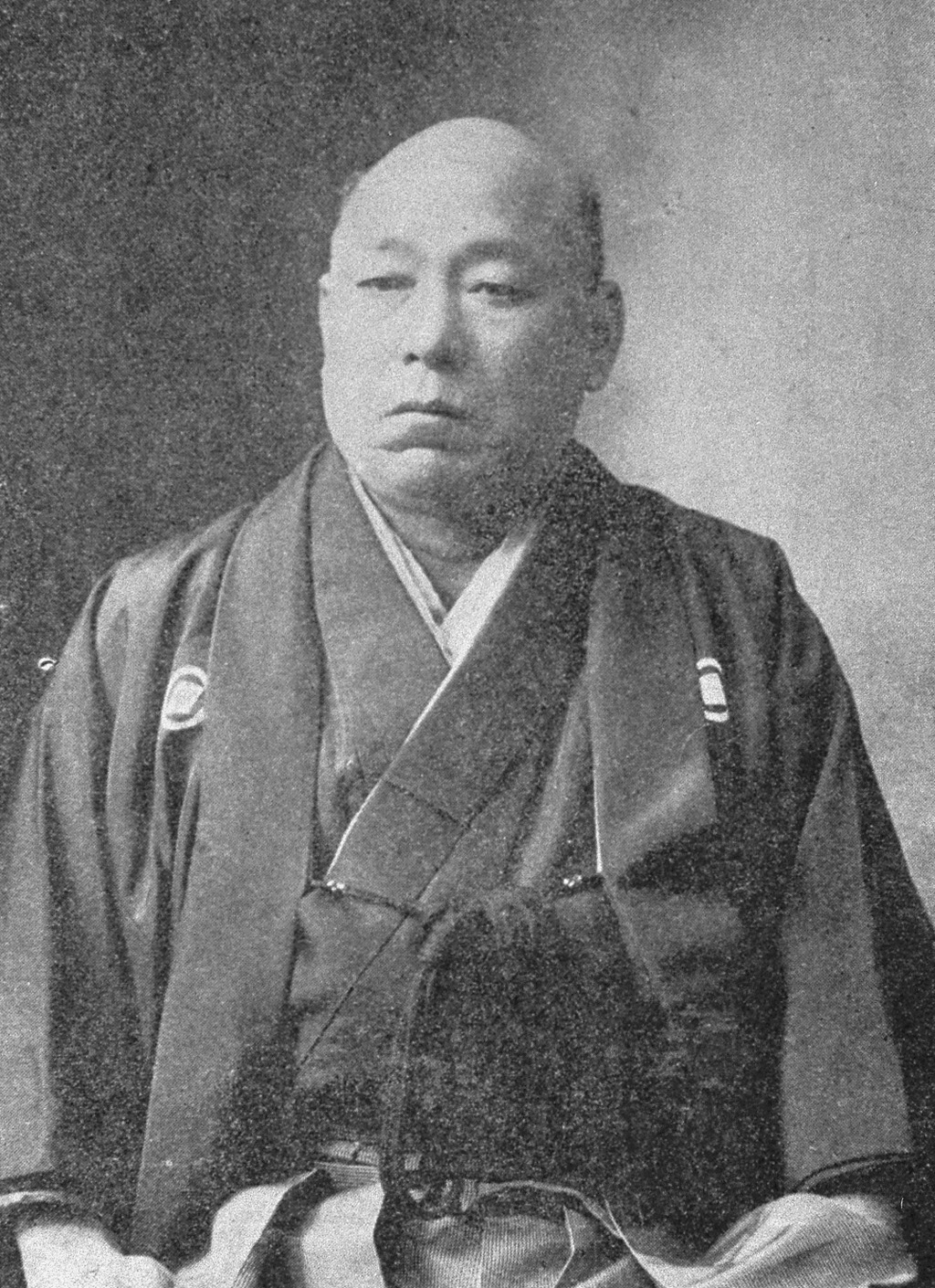
雨宮敬次郎

1872年（明治5年）、山梨県庁による大小切税法の廃止に対して起こった反対運動である大小切騒動には市域の24か村が参加し、県庁側による鎮圧後に首謀者は断罪された。1875年（明治8年）には県令・藤村紫朗の主導した青梅街道（青梅往還）改修工事が行われ、従来の大菩薩峠越えに代わり新たに柳沢峠越えの新道が開発された。明治期には養蚕業が振興され、1903年（明治36年）には中央本線の塩山駅が開設されると繭市場として発展し、甲州街道・勝沼宿の宿場町として栄えていた勝沼に代わり東山梨郡の中心となる。
一方で、1881年（明治14年）の林野官民有区分により萩原山が官収されると、養蚕の木材需要があり、乱伐や盗伐など人的要因により林野の荒廃が進む。1907年（明治40年）に発生した明治40年の大水害では重川流域で堤防が決壊し、甚大な被害が出た。山梨県は小作地率が高く、養蚕業によって支えられた寄生地主制が成立していたが、大正9年の霜害により起こった七里村の下於曾農民組合の闘争は全県的な小作争議に発展する。
戦後には養蚕が衰退する一方で葡萄など果樹栽培が増加したほか、大菩薩峠など自然資源や武田氏に関係する古刹や史跡など歴史的資源を利用した観光業へ移行している。

### 行政区画の変遷
- 1875年（明治8年）2月 - 山梨郡の上塩後村、下塩後村、上於曽村、下於曽村、千野村、赤尾村、下萩原村が合併して七里村となる。
- 1878年（明治11年）7月22日 - 郡区町村編制法の施行により、七里村が東山梨郡の所属となる。
- 1889年（明治22年）7月1日 - 町村制の施行により、七里村が単独で自治体を形成。
- 1928年（昭和3年）11月10日 - 七里村が町制施行、改称して塩山町となる。
- 1954年（昭和29年）
  - 3月1日 - 塩山町が奥野田村（牛奥、西ノ原、熊野、西広門田）を編入。
  - 3月20日 - 塩山町が玉宮村（竹森、福生里、平沢）を編入。
  - 3月31日 - 塩山町が松里村（藤木、小屋敷、三日市場、上井尻）、大藤村（上粟生野、下粟生野、中萩原）、神金村（上萩原、下小田原、上小田原）を編入。
  - 4月5日 - 塩山町が市制施行して塩山市となる。
- 2005年（平成17年）11月1日 - 勝沼町、大和村と合併して甲州市が発足。同日塩山市廃止。

## 行政

### 歴代市長
特記なき場合『日本の歴代市長 : 市制施行百年の歩み』などによる。
| 代 | 氏名       | 就任                      | 退任                       | 備考       |
| -- | ---------- | ------------------------- | -------------------------- | ---------- |
| 1  | 池田東太郎 | 1954年（昭和29年）4月5日  | 1954年（昭和29年）6月13日  | 旧塩山町長 |
| 2  | 成沢広次   | 1954年（昭和29年）7月16日 | 1958年（昭和33年）7月15日  |            |
| 3  | 池田東太郎 | 1958年（昭和33年）7月16日 | 1970年（昭和45年）6月      |            |
| 4  | 笹本保雄   | 1970年（昭和45年）6月21日 | 1981年（昭和56年）6月26日  |            |
| 5  | 植野保     | 1981年（昭和56年）8月16日 | 1985年（昭和60年）8月15日  |            |
| 6  | 向山吉苗   | 1985年（昭和60年）8月16日 | 1989年（平成元年）8月15日  |            |
| 7  | 植野保     | 1989年（平成元年）8月16日 | 1993年（平成5年）8月15日   |            |
| 8  | 三枝剛     | 1993年（平成5年）8月16日  | 2005年（平成17年）8月15日  |            |
| 9  | 田辺篤     | 2005年（平成17年）8月16日 | 2005年（平成17年）10月31日 | 廃止       |

## 姉妹都市・提携都市

### 国内
- 富津市（千葉県）
  - 1977年（昭和52年）12月1日締結

### 海外
- エイムズ市（アメリカ合衆国アイオワ州）
  - 1993年（平成5年）9月20日国際友好都市提携

## 教育

### 高等学校

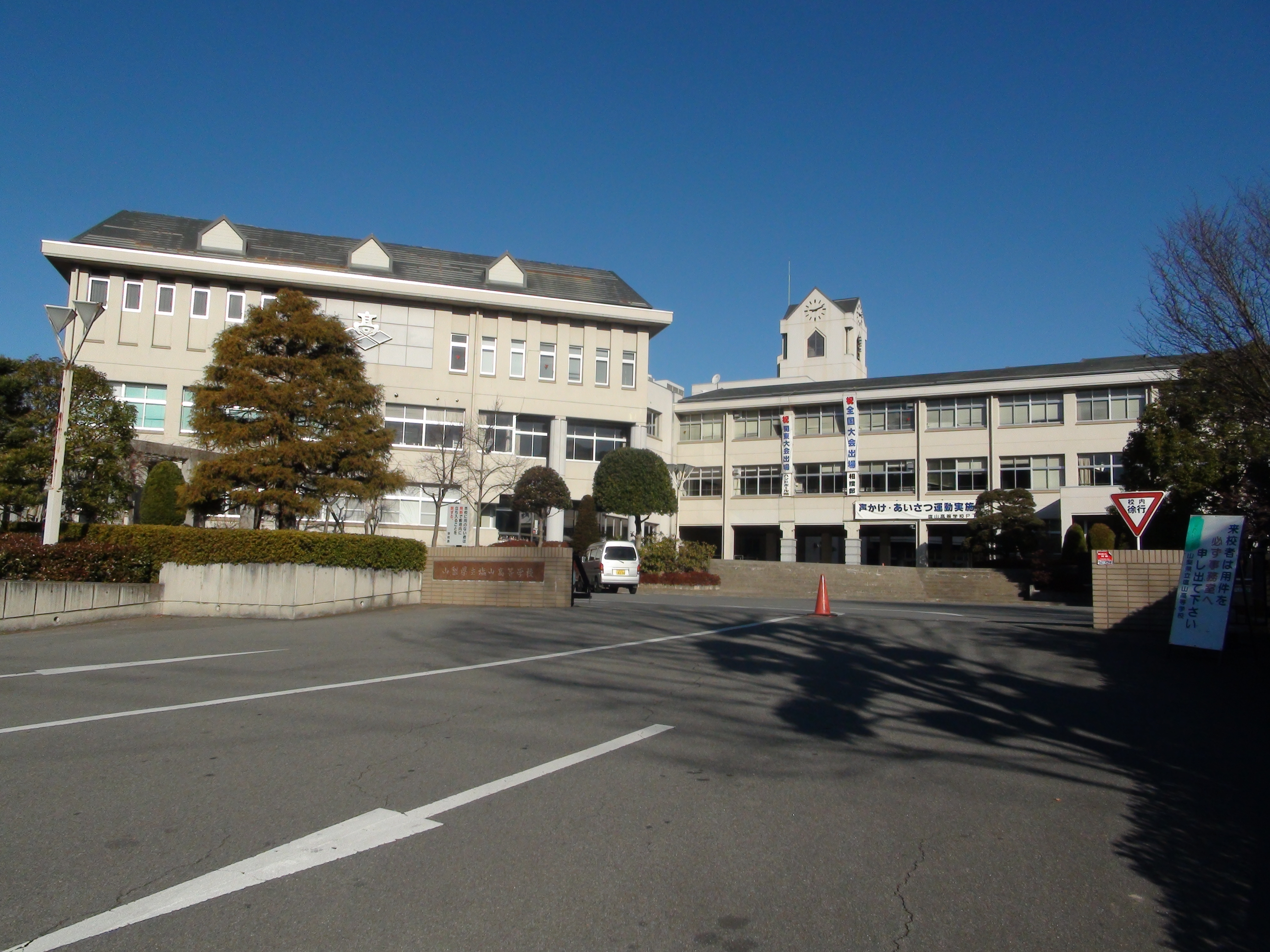
山梨県立塩山高等学校

- 山梨県立塩山高等学校（三日市場）

### 中学校
- 塩山中学校（下於曽）
- 塩山北中学校（上粟生野）
- 松里中学校（小屋敷）
- 神金第二中学校（一之瀬高橋）

### 小学校
- 井尻小学校（上井尻）
- 塩山南小学校（上於曽）
- 塩山北小学校（千野）
- 奥野田小学校（熊野）
- 玉宮小学校（竹森）
- 松里小学校（小屋敷）
- 大藤小学校（上粟生野）
- 神金小学校（上萩原）
- 神金第二小学校（一之瀬高橋）

## 交通

### 鉄道

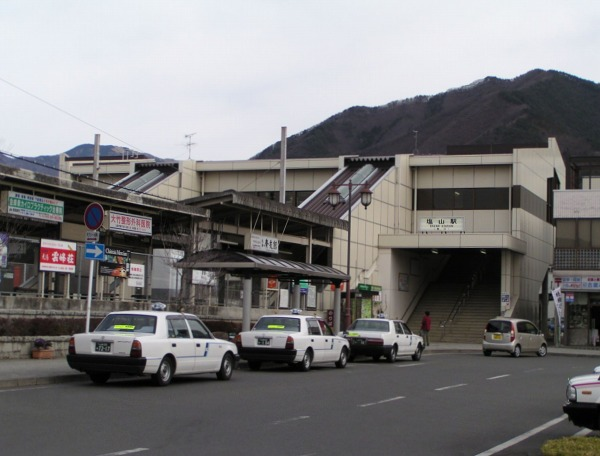
塩山駅

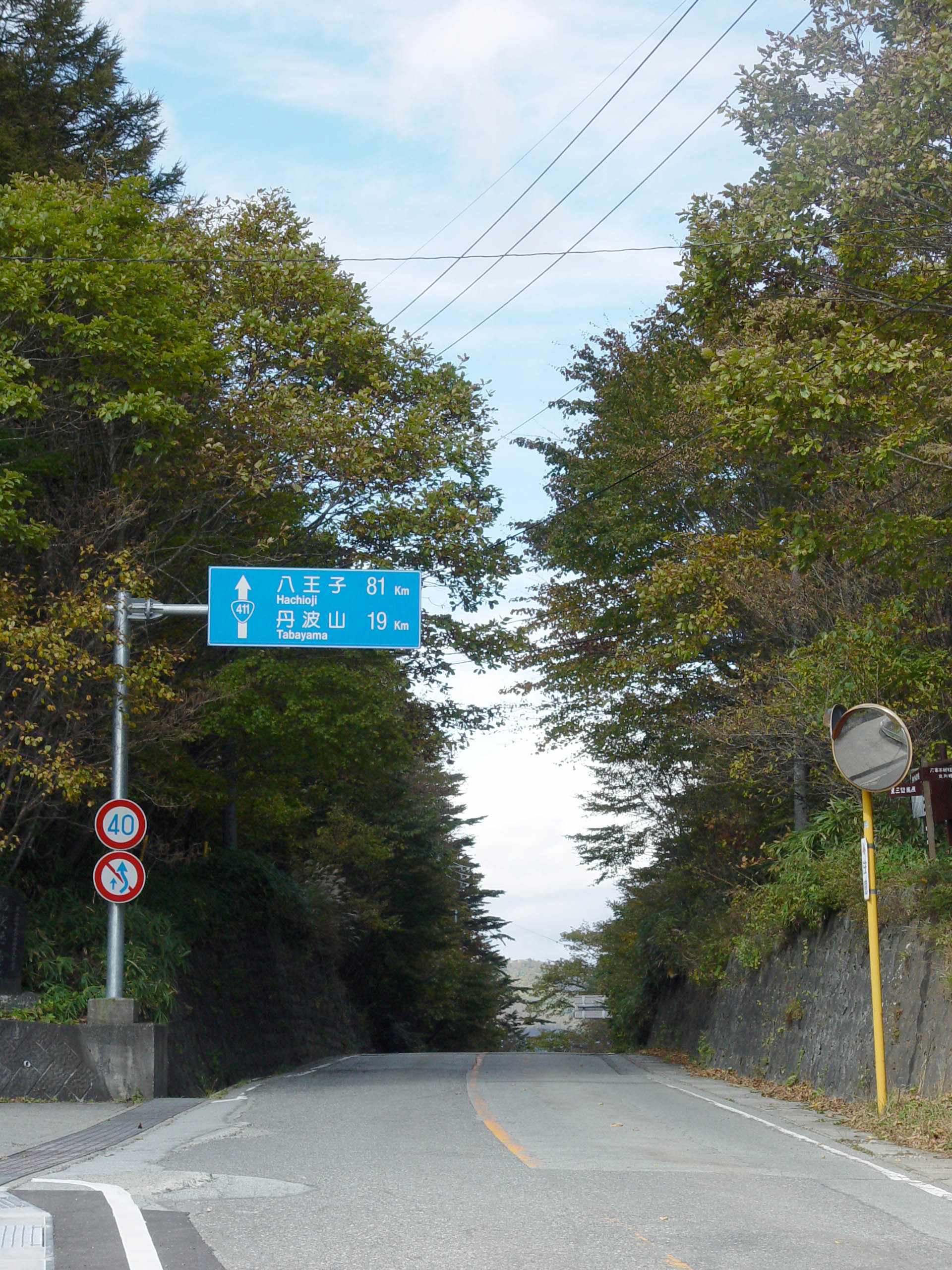
国道411号柳沢峠

中心となる駅塩山駅
- 東日本旅客鉄道（JR東日本）
  - 中央本線：塩山駅

### 道路

#### 有料道路
- 最寄りの高速道路インターチェンジは、中央自動車道勝沼インターチェンジ（旧勝沼町）である。

#### 一般国道
- 国道140号
- 国道411号

#### 県道
- 主要地方道
  - 山梨県道34号中道塩山線（当時、現在は山梨県道34号白井甲州線）
  - 山梨県道38号塩山勝沼線
- 一般県道
  - 山梨県道201号塩山停車場大菩薩嶺線
  - 山梨県道205号三日市場南線
  - 山梨県道207号平沢千野線
  - 山梨県道210号杣口塩山線
  - 山梨県道213号下荻原三日市場線
  - 山梨県道216号万力小屋敷線
  - 山梨県道218号大菩薩初鹿野線
  - 山梨県道508号大菩薩峠線

## 財政
- 平成16年度
- 人口　2万6232人 (H17.3.31)
- 予算規模　歳入　110億6840万円　歳出　108億1940万円
- 収支　実質単年度収支　-1674万円（赤字）
- 財政力指数 0.61
- 起債制限比率　11.5%
- 経常収支比率　91.0%
- 歳入のうちの市町村税（地方税）　　30.6%　33億9035万円
- 歳入のうちの地方交付税　20.9%　23億1784万円
- 歳入のうちの地方債　　　14.8%　16億4030万円
- 歳出のうち人件費　20.7%　22億4005万円
- 歳出のうち公債費　11.4%　12億3208万円
- 積立金合計（財調＋減債＋特定目的）　10億9338万円
- 地方債現在高　115億9010万円　（普通会計分のみ）
- 職員数　一般職員　244名　（うち技能労務職　41名）、（消防職員0名）
- 職員一人あたり平均給料月額　32万7700円　（すべての職員手当てを含まない数字、ボーナスにあたる期末・勤勉手当も含まない）
- 職員一人当たり人件費　917万円

## 名所・旧跡・観光
- 大菩薩嶺
- 大菩薩峠
- 裂石温泉
- 塩山温泉
- 雲峰寺
- 恵林寺
- 向嶽寺
- 放光寺 (甲州市)
- 甘草屋敷
- 柳沢峠
- フルーツライン
- 安道寺遺跡

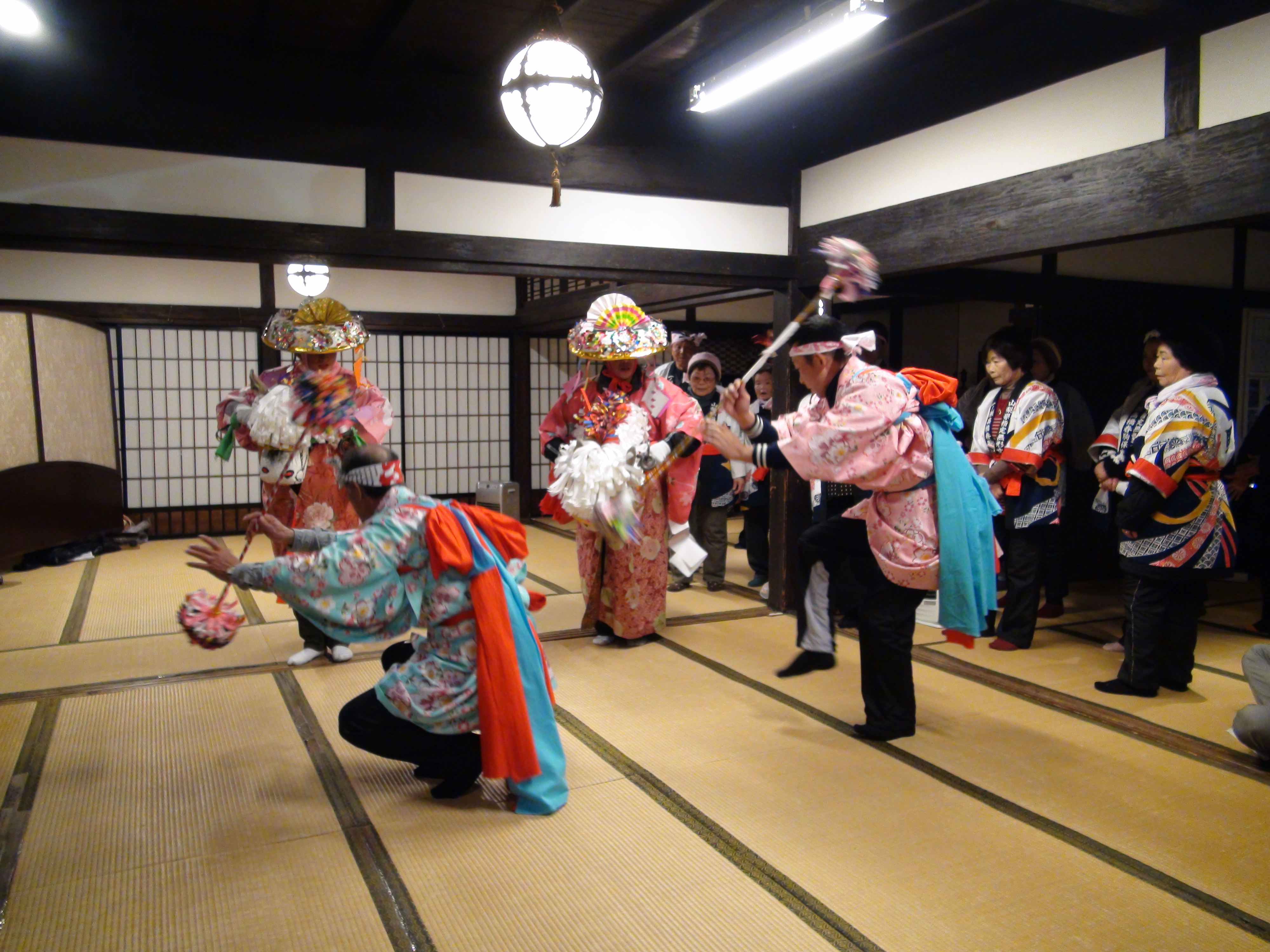
一之瀬高橋の春駒

- 上条集落 - 下小田原地区にあり、合併後の2015年に国の重要伝統的建造物群保存地区に選定された。
- 一之瀬高橋の春駒 - 一之瀬高橋地区に伝わる民俗芸能。
- 中央劇場 - 映画館（1953年〜1950年代）。
- 七宝館 - 劇場・映画館（1920年〜1960年代）。
- 鶴命座 - 劇場・映画館（〜1960年代）。
- 塩山シネマ - 映画館（1957年〜営業中）[2]。1969年の塩山市では唯一の映画館[注 1] 。2020年現在も営業中[4]。

## 出身者
- 木食白道：江戸時代後期の木喰僧。造仏家。
- 田辺有栄：明治期の政治家。下於曽村出身。
- 真下晩菘：江戸時代後期の幕臣・明治初期の教育家。
- 名取忠彦（山梨中央銀行頭取）
- 田辺篤（元甲州市長）
- 鈴木幹夫（甲州市長）
- 日原無限（歌人）
- 三浦友和（俳優）
- 坂本ちゃん（タレント）
- 有賀剛